# Стасігенез
Стасігенез (грец. стазис — застій) — тривале існування виду без змін. Такий тип видоутворення характерний для персистентних форм — «живих копалин».
 Плеченога тварина —  бранхіопода лінгула — мешкає в даний час в естуаріях далекосхідних азійських річок, в субтропіках. Класифікація бранхіопод будується на будові раковини. Раковина лінгули не відрізняється від раковини плеченогих, які існували в  палеозої, близько 500 млн років тому. Головоногий молюск наутілус залишається незмінним (якщо судити по раковині) з  крейдяного періоду, тобто близько 130 млн років. Бджола медоносна існує не змінюючись останні 45 млн років.

## Ресурси Інтернету
- Формы видообразования [Архівовано 7 березня 2016 у Wayback Machine.]

| Антропогенез | Це незавершена стаття з еволюційної біології. Ви можете допомогти проєкту, виправивши або дописавши її. |